# 탈리아텔레
탈리아텔레(이탈리아어: tagliatelle, 단수: tagliatella 탈리아텔라[*])는 이탈리아의 파스타이다. 특별히 에밀리아로마냐주에서 나타나는 형태이다. 면발 하나하나를 보자면 상당히 길고 넓적한 형태의 면발이다. 폭은 0.65cm ~ 1cm 정도인데 미트 소스를 많이 곁들여 먹는다.
롱 파스타로 칼국수 면처럼 납작하고 면발이 두꺼운 것이 특징. 육류, 치즈를 이용한 소스와 잘 어울린다.
신선한 파스타 면으로 만드는 탈리아텔레는 다른 면과 다르게 투박하거나 흡수성이 강하기 때문에 소스를 버무려 먹기에는 아주 좋다. 대개는 쇠고기나 돼지고기를 쓰며 특별한 경우에는 토끼고기로 만든 소스를 첨가해서 먹는다. 채식주의자에게는 땅콩 등 견과나 토마토와 바질로 만드는 소스를 사용해서 먹는다.

## 같이 보기
- 탈리아텔레 디 카스타녜